# Guerra psicológica

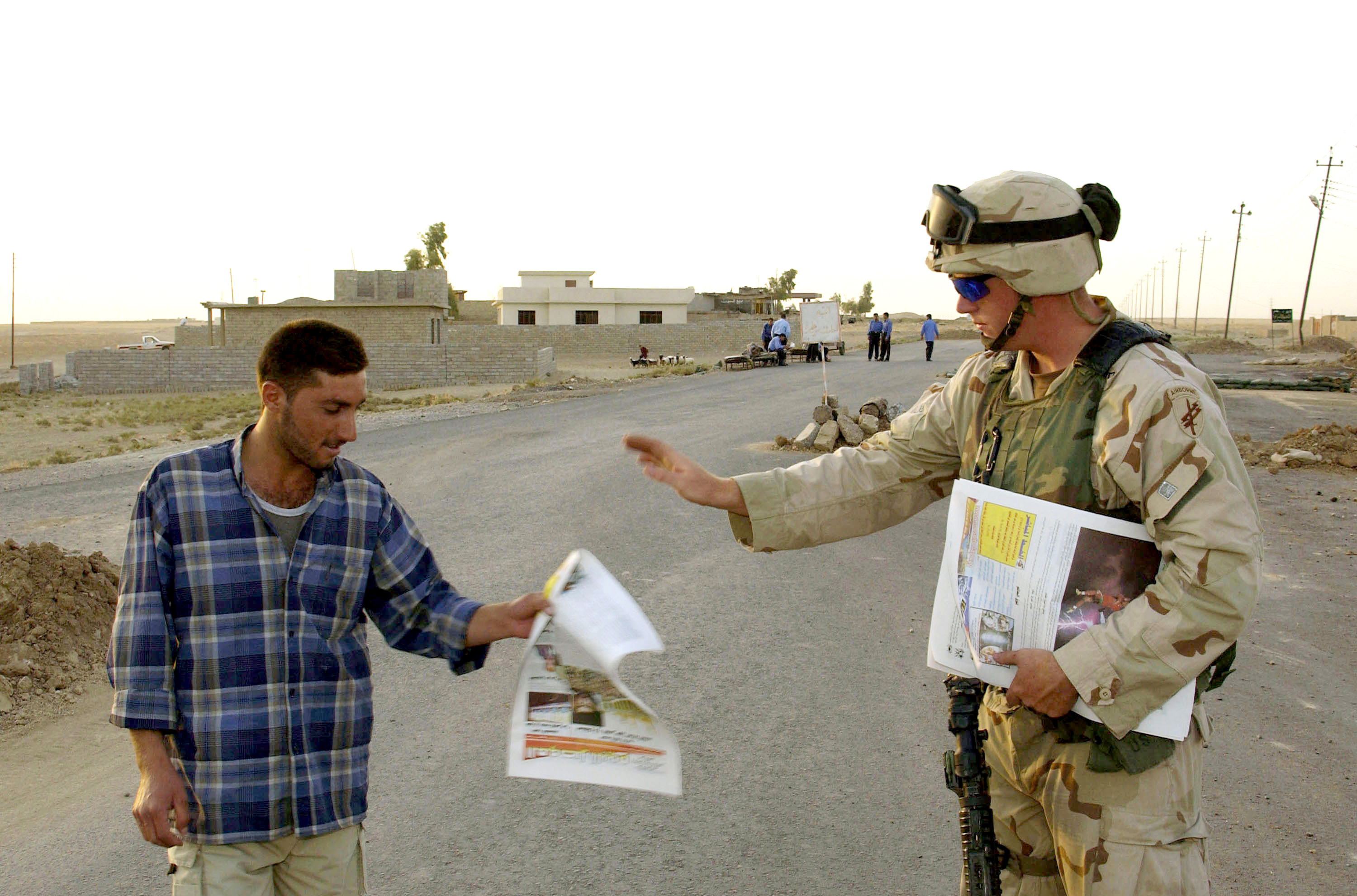
Soldado americano entrega jornal a cidadão local.

As expressões guerra psicológica, operações psicológicas, guerra política, guerra de nervos, guerra fria e conquista de corações e mentes se referem a várias técnicas de combate usadas para influenciar, sem uso da força, os valores, crenças, emoções, motivações, raciocínio ou comportamento de uma ou mais pessoas visando objetivos estratégicos policiais, de guerra,  ou políticos. Tais técnicas costumam ser usadas para induzir confissões ou reforçar atitudes e comportamentos. Às vezes, são combinadas com operações de Guerra Não Convencional e às operações de falsa bandeira. O público-alvo pode ser governos, organizações, grupos e indivíduos.[carece de fontes?]

## Definição por Países

### Brasil
Em 2004, o Exército Brasileiro definiu guerra psicológica (ou Op Psico) como "procedimentos técnicos especializados, operacionalizados de forma sistemática, para apoiar a conquista de objetivos políticos e/ou militares, desenvolvidos antes, durante e após o emprego da Força, visando a motivar públicos-alvo amigos, neutros e hostis a atingir comportamentos desejáveis.

### Estados Unidos
O Departamento de Defesa norte-americano define "guerra psicológica" (ou PSYWAR) como:
"O uso planeado de propaganda ou outras acções psicológicas com o objectivo primário de influenciar as opiniões, emoções, atitudes e comportamento de grupos estrangeiros hostis, de forma a alcançar os objectivos da nação."
O Exército dos Estados Unidos define "guerra psicológica" (ou PSYWAR) como: programas de produtos e ações planejados para transmitir determinadas informações e indicadores a públicos estrangeiros com o objetivo de influir nas suas emoções, atitudes, opiniões e, particularmente, no comportamento de governos, organizações, grupos e indivíduos não pertencentes aos Estados Unidos.

### Venezuela
O Exército da Venezuela define "guerra psicológica" (ou opsic) como: o emprego planejado, em tempo de paz ou de guerra, de atividades de propaganda, e outras atividades com o objetivo principal de influenciar as opiniões, emoções, comportamento de grupos inimigos, neutros ou amigos, a fim de apoiar a implementação da doutrina ou objetivo nacional ou regional proposto.

### Equador
O Exército do Equador define "guerra psicológica" (ou "opsic") como: atividades específicas, planificadas, que utilizam a persuasão, realizando ações e guerras psicológicas nos diferentes públicos alvos com o propósito de apoiar o sucesso dos objetivos do poder militar e dos objetivos nacionais. Incluem ações militares, econômicas, políticas e psicossociais planejadas e executadas pelos poderes que integram o poder nacional, para criar, nos auditórios inimigos, neutros e amigos, as atitudes e comportamentos favoráveis.

### Peru
O Exército do Peru define "guerra psicológica" (ou "opsic") como: o conjunto de atividades psicológicas (políticas, militares, diplomáticas, econômicas e psicossociais etc.) desenvolvidas com a finalidade de produzir uma mudança ou reforço de uma conduta, atitude, sentimento, emoções e opiniões de um público-alvo com um fim determinado.

### Colômbia
O Exército da Colômbia define "guerra psicológica" (ou "opsic") como: a estratégia planejada e dirigida para a utilização de um conjunto de elementos tais como propaganda, meios de comunicação e outras formas de ação psicológica, empregados por quaisquer das forças em conflito, com o propósito de influir na vontade, atitude e comportamento das próprias tropas, grupos da população e membros das forças hostis, com o fim de obter êxito no desenvolvimento do conflito.

### Espanha
O Exército da Espanha define "guerra psicológica" (ou "PSYOPS") como: "destinam-se a modificar o comportamento de uma parte da população previamente escolhido, influenciando suas percepções e atitudes".

### Argentina
O Exército Argentino define "operação psicológica" (ou "OS") como: "é o emprego planejado de Ações psicológicas (AS), para influenciar o comportamento e atitudes, para favorecer ou prejudicar determinado público".

## História

### Gengis Cã

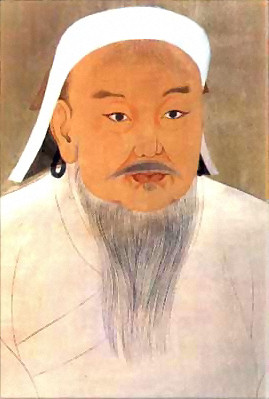
Gengis Cã

Gengis Cã (r. 1206–1227), líder do Império Mongol no século XIII, uniu seu povo para, eventualmente, criar o maior império contíguo da história humana. Diminuir a vontade do inimigo em lutar era a prioridade. Antes de atacar as aldeias, um acordo era proposto: os generais Mongóis exigiam a submissão ao grão-cã, e ameaçavam as aldeias com a destruição completa, diante de uma recusa a se render. Depois de vencer a batalha, os generais Mongóis cumpriam suas ameaças e massacravam os sobreviventes. Exemplos incluem a destruição das nações da Quieve e Corásmia. Consequentemente, os boatos sobre o exército de Gengis Cã espalhavam-se para as aldeias próximas, resultando em uma aura de insegurança que minou a possibilidade de resistência futura. Nações posteriores estavam muito mais propensas a se render aos mongóis sem lutar. Tais ações psicológicas garantiram vitórias mongóis rápidas.
Gengis Cã também empregou táticas que fizeram seus números parecem maiores do que realmente eram. Durante as operações noturnas, ele ordenou, a cada soldado, acender três tochas ao anoitecer para dar a ilusão de um exército enorme e enganar e intimidar os batedores inimigos. Ele também colocava objetos ligados às caudas de seus cavalos, de modo que, ao andar em campo aberto e seco, levantava-se uma nuvem de poeira que dava, ao inimigo, a impressão de um grande exército. Seus soldados usaram setas especialmente entalhadas para assobiar enquanto elas voavam pelo ar, criando um ruído aterrador.
Os mongóis também empregaram outras táticas de terror para enfraquecer a vontade de lutar do oponente. Em um incidente ocorrido durante a campanha indiana, Tamerlão (r. 1370–1405), um herdeiro da tradição mongol marcial construiu uma pirâmide de 90 000 cabeças humanas na frente dos muros de Déli, para convencer seus moradores a se render.
Outras táticas incluíam disparo de cabeças humanas a partir de catapultas em linhas inimigas nos muros da cidade sitiada, para assustar os cidadãos e os soldados inimigos. Os resultados foram, assim, não apenas psicológicos, uma vez que, em 1347, os mongóis, sob Jani Begue (r. 	1342–1357), catapultaram cadáveres infectados com peste na cidade comercial de Teodósia, na Crimeia, um dos primeiros usos conhecidos de guerra biológica.

### Ciro, o Grande
Embora o primeiro grande rei do império Aquemênida tenha sido conhecido como um conquistador, ele também é lembrado por sua tolerância para com aqueles que derrotou. Para evitar uma revolta por parte dos povos recém-conquistados, Ciro, o Grande mostrou respeito aos seus costumes e permitiu-lhes continuar a praticar suas religiões. Ele também libertou 40 000 escravos judeus em Babilônia, mandou-os de volta para Judá e financiou a construção de um novo templo em Jerusalém, o que lhe deu o título de "Libertador" no Antigo Testamento.
Ciro é também conhecido pela criação de seus guardas imperiais, "Os Imortais". Notavelmente, em meados da batalha, eles removiam os mortos do campo de batalha para saber se a batalha havia sido ganha ou perdida. Nunca os seus inimigos realmente viram um Imortal morto. O nome vem do fato de que nenhum Imortal parecia ter morrido.

### Guerra Civil Espanhola

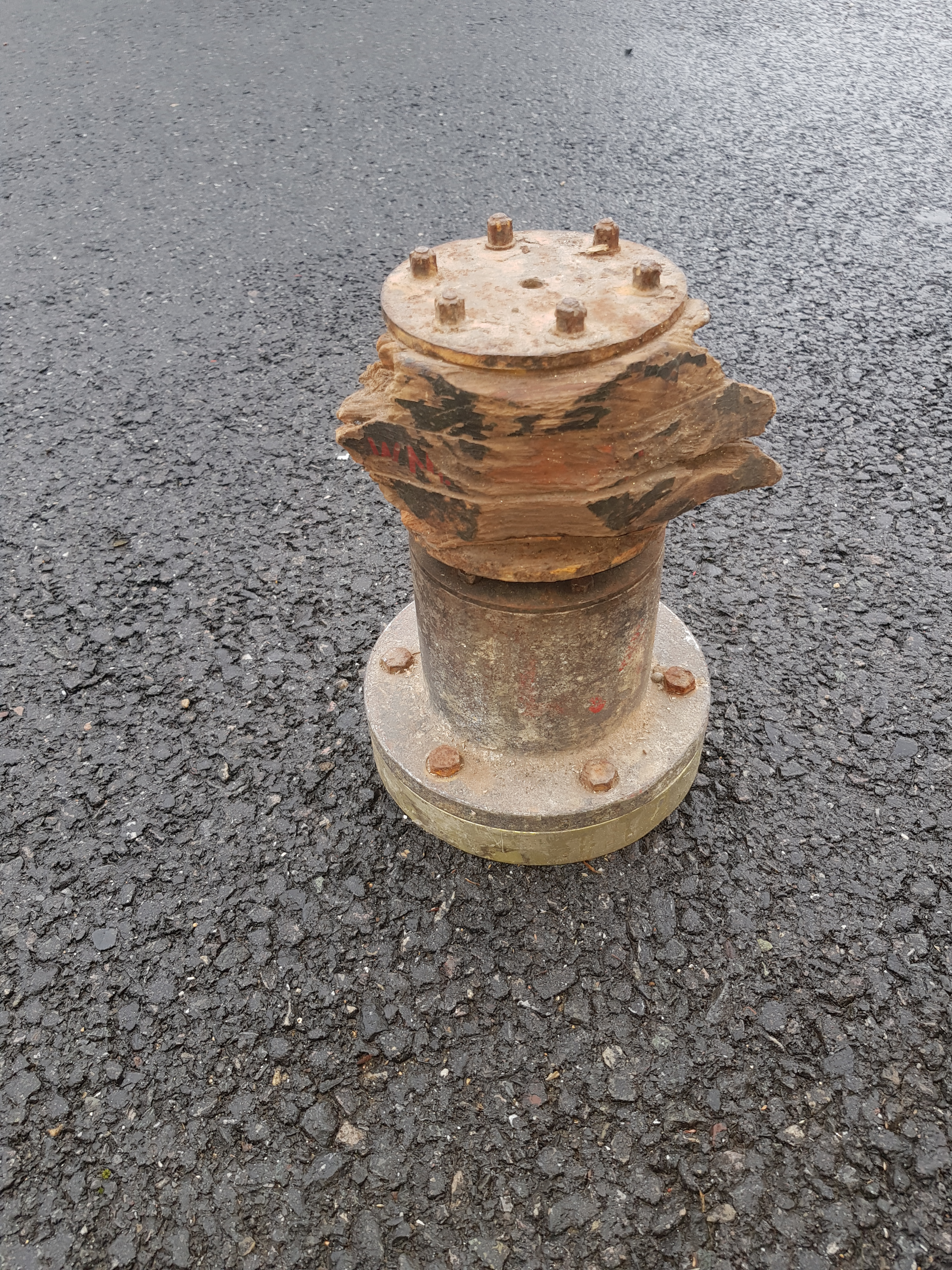
Restos da sirene de um bombardeiro de mergulho alemão Stuka usado na Guerra Civil Espanhola e II Guerra Mundial cujo som servia como arma psicológica.

Após o início da Guerra Civil Espanhola, o general nacionalista Queipo de Llano começou a realizar transmissões para ser ouvido pelos militares na zona republicana. Alto-falantes diziam: "Soldados vermelhos, abandonem suas armas recebam o perdão de Franco e se redimam. Sigam o exemplo de seus companheiros que se juntaram às nossas fileiras. Só então vocês vão conseguir a vitória, a felicidade em casa, e paz em seu coração... ".

### Segunda Guerra Mundial

#### Alemanha

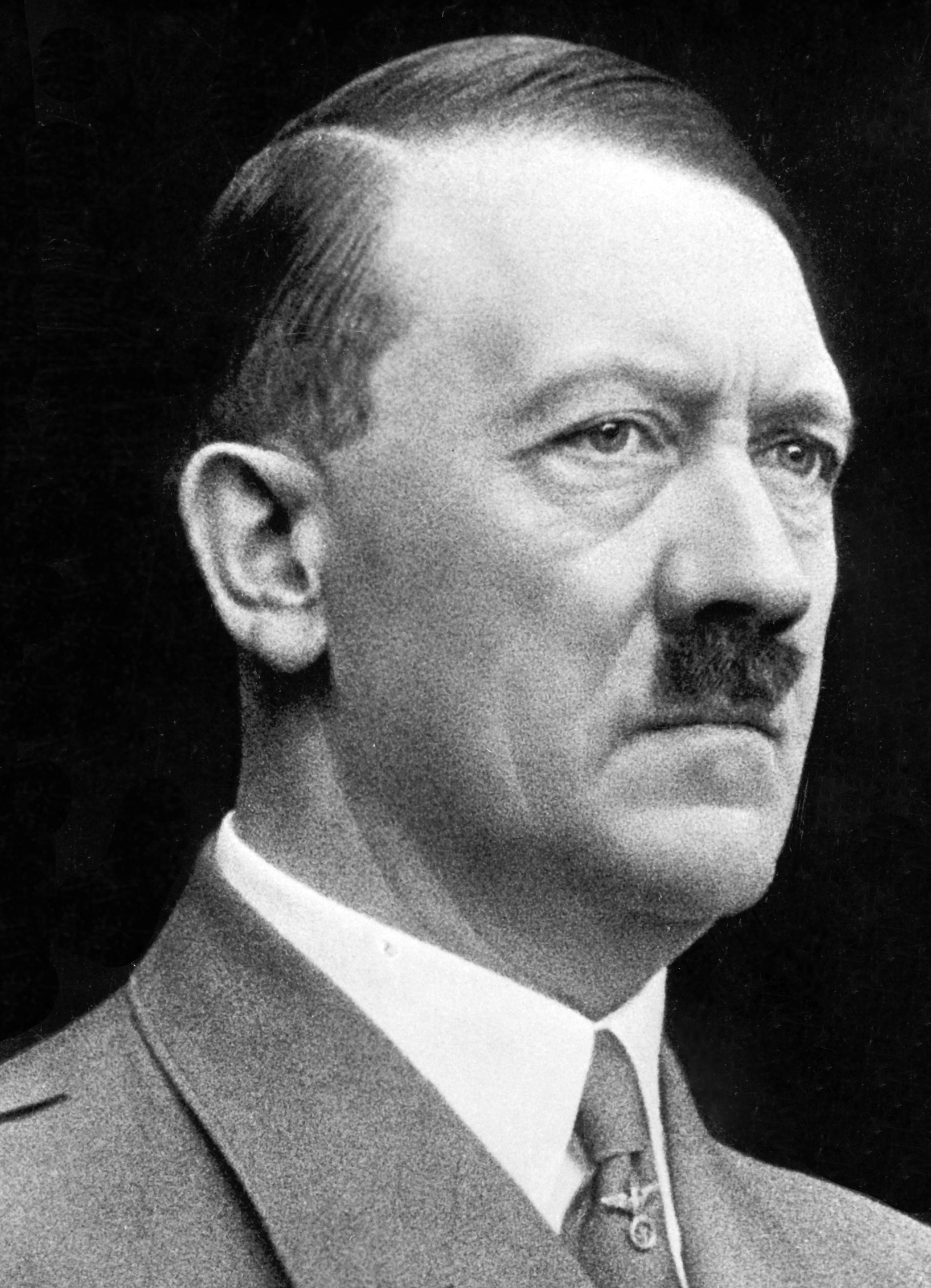
Adolf Hitler

Um dos primeiros líderes que conseguiu angariar apoio por meio do uso da propaganda foi Adolf Hitler na Alemanha. Usando um estilo de fala projetado por Joseph Goebbels, ele foi capaz de potencializar a sua presença para fazê-la parecer messiânica. Hitler difundiu esses discursos para as mídias (rádio e televisão), reforçando ainda mais seu efeito. O primeiro-ministro britânico Winston Churchill fez uso semelhante do rádio para a propaganda contra os alemães.

#### Inglaterra

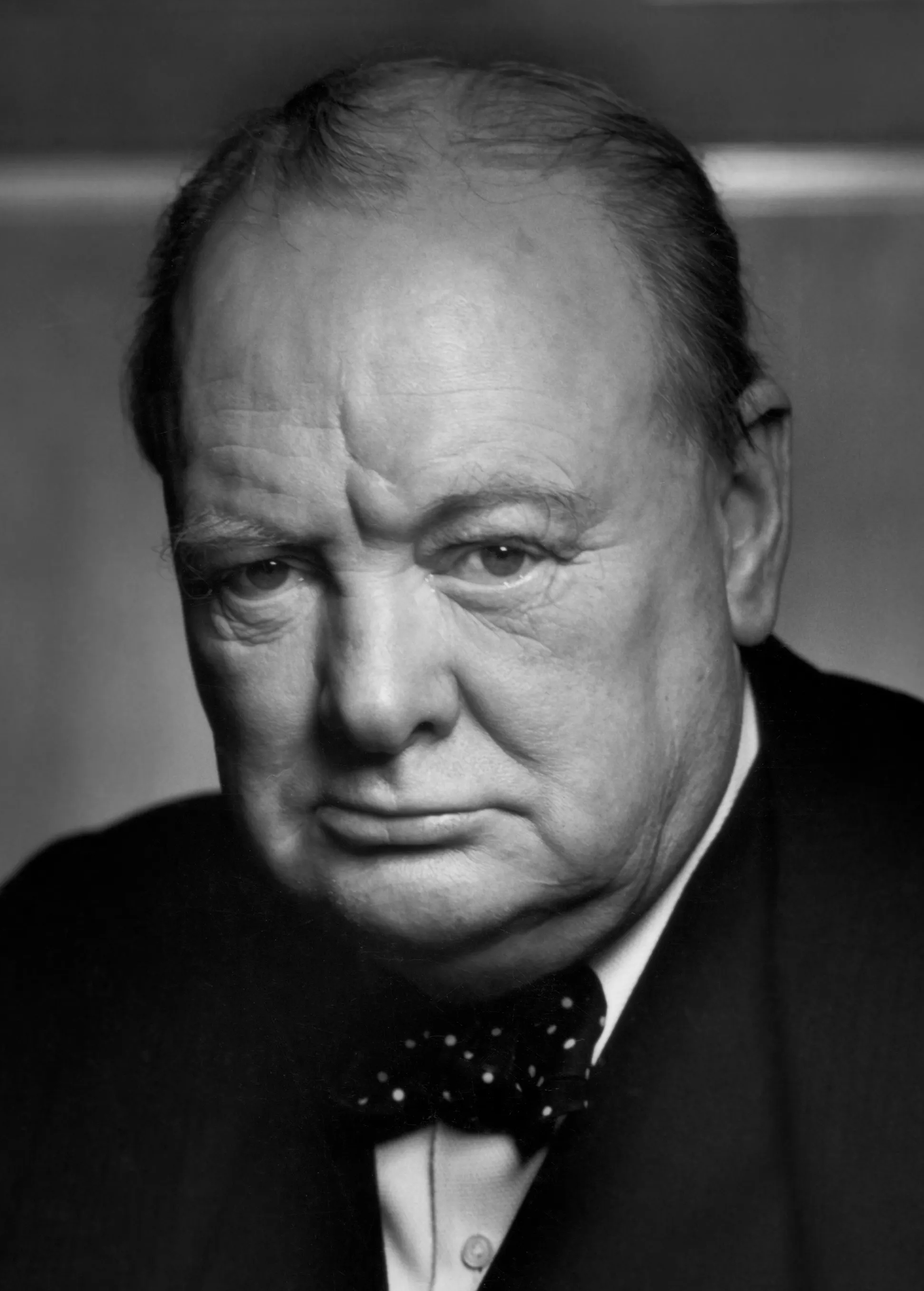
Winston Churchill

Os britânicos produziram e distribuíram propaganda negra e branca. Através da utilização de rádios transmissores fortes, as transmissões podiam ser ouvidas por toda a Europa. Sefton Delmer conseguiu uma campanha de operações psicológicas de bandeira "negra" de sucesso através de várias estações de rádio que produziam uma programação popular entre os soldados alemães enquanto, ao mesmo tempo, introduzia propagandas com notícias que iriam enfraquecer a sua moral sob um verniz de autenticidade.
Durante a Segunda Guerra Mundial, a guerra psicológica foi usado por ambos os lados. A invasão da Normandia foi considerada bem-sucedida em parte por causa da fusão entre guerra psicológica e percepção militar.

## Métodos
- Distribuição de panfletos encorajando a deserção
- Estações de rádio de propaganda
- Mudança do nome de cidades e outros locais depois da sua captura
- Estratégia militar designada por choque e pavor (shock and awe)
- Guerrilha.
- Manipulação do discurso público através da grande mídia.